# 우라와미소노역
우라와미소노역(일본어: 浦和美園駅, うらわみそのえき)은 일본 사이타마현 사이타마시 미도리구에 있는 사이타마 고속철도선의 철도역이다.

## 타는 곳

### 사이타마 고속철도
| 1 - 3 | ■ 사이타마 고속철도선 | 아카바네이와부치 방면 |

## 역세권 정보
- 국도 제122호선
- 국도 제463호선
- 우라와 대학·우라와 대학 단기 대학부
- 메지로 대학
- 우라와 시 미도리 구역소 미소노 지점

## 역사
- 2001년 3월 28일 - 영업 개시.

## 사진

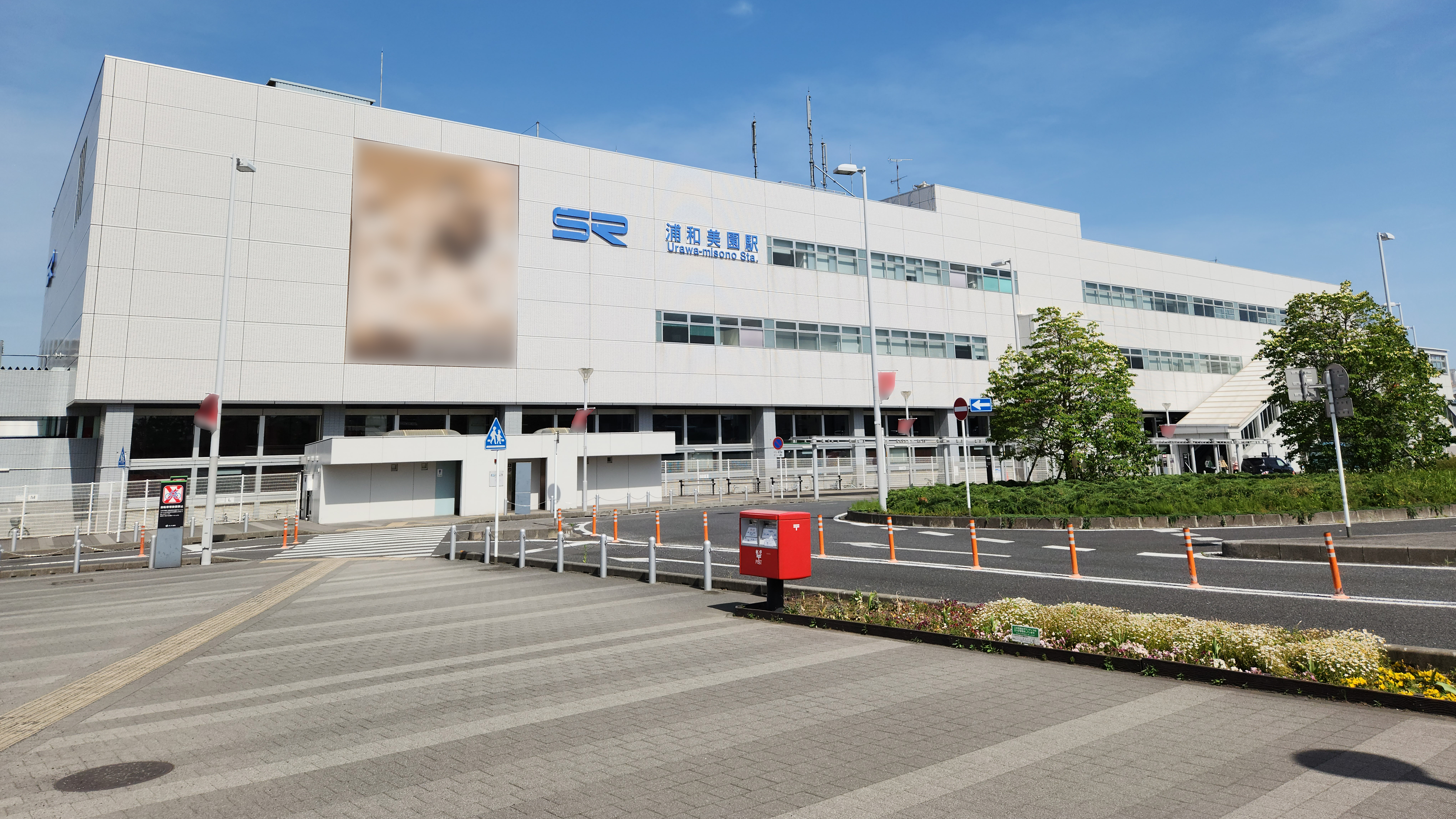
서쪽 역사 모습(2023년 5월)
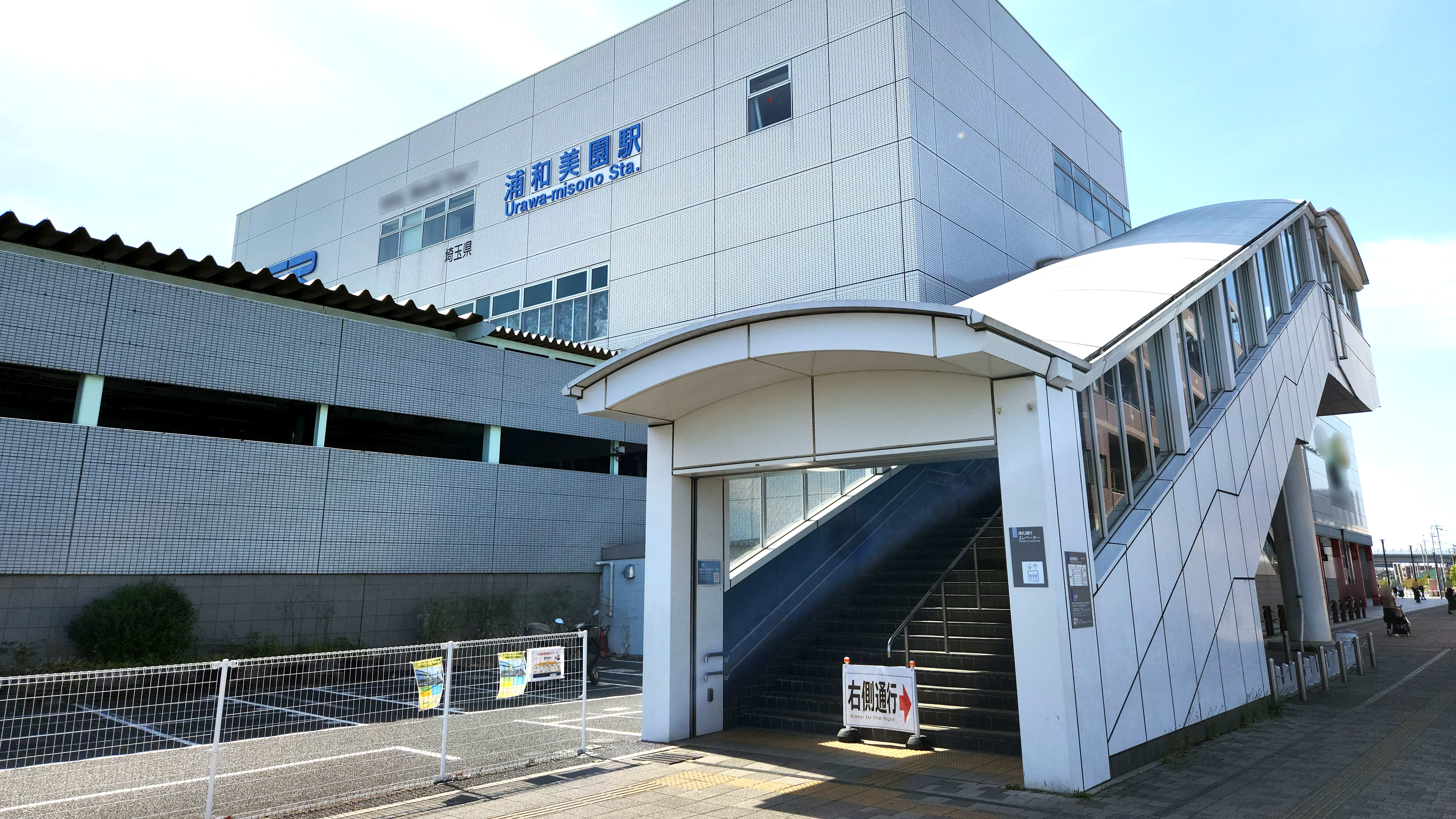
3번 출입구(2023년 5월)
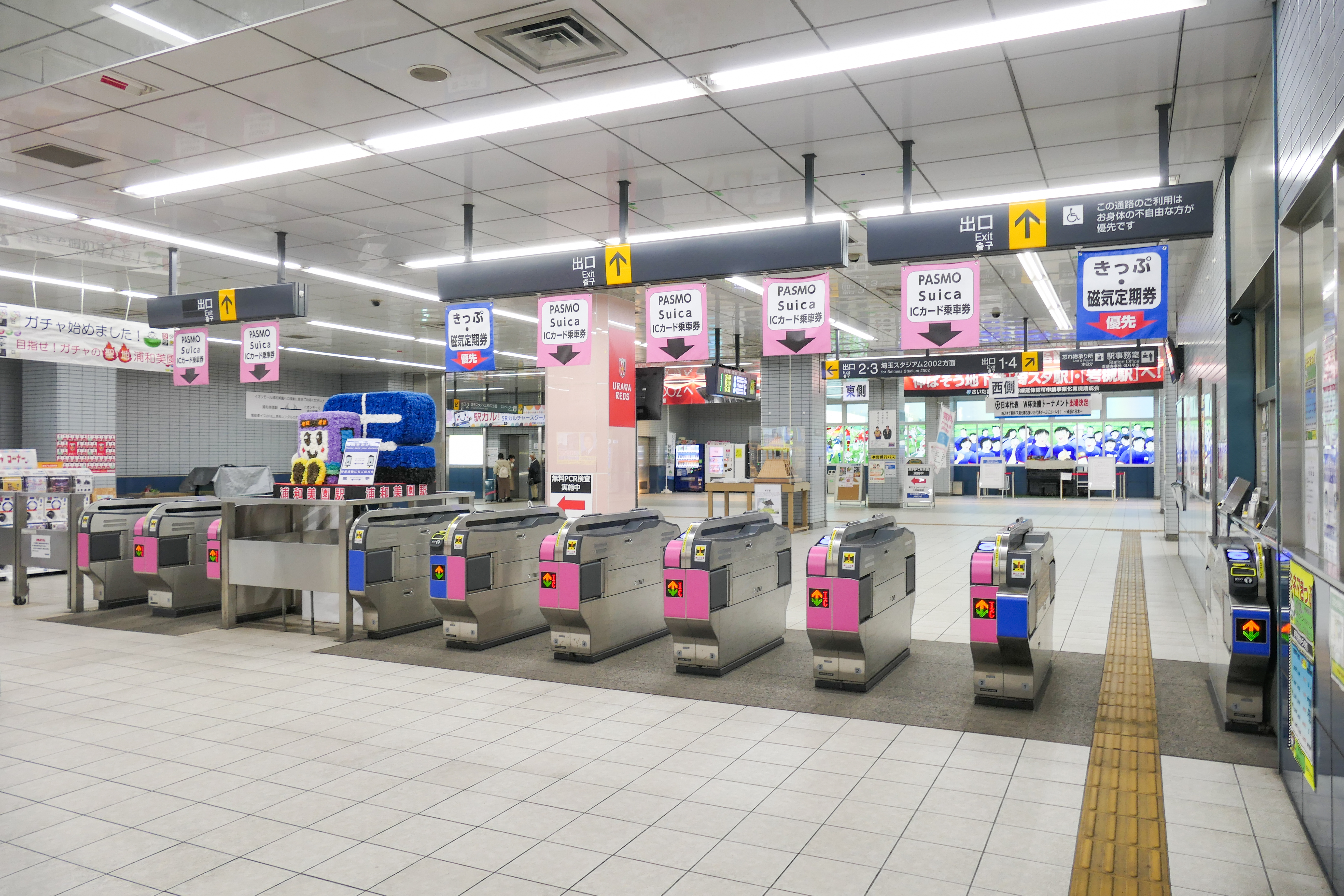
개찰(2022년 12월)

## 인접역
| 사이타마 고속철도 ■ 사이타마 고속철도 선   | 사이타마 고속철도 ■ 사이타마 고속철도 선 | 사이타마 고속철도 ■ 사이타마 고속철도 선 |
| ------------------------------------------ | ---------------------------------------- | ---------------------------------------- |
| SR 25 히가시카와구치 아카바네이와부치 방면 |                                          | (시종착역)                               |